# Каменно-Хуторское
Каменно-Хуторское (укр. Кам'яно-Хутірське), село, 
Костянтиновский поселковый совет,
Краснокутский район,
Харьковская область.
Код КОАТУУ — 6323555401. Население по переписи 2001 года составляет 188 (90/98 м/ж) человек.

## Географическое положение
Поселок Каменно-Хуторское находится на реке Грузская, недалеко от её истоков.
Ниже по течению на расстоянии в 1 км расположен пгт Константиновка.
На реке сделана запруда.

## История
- 1799 — дата основания.

## Экономика
- Молочно-товарная ферма.